# 神戸市立葺合高等学校
神戸市立葺合高等学校（こうべしりつ ふきあい こうとう がっこう, Kobe Municipal Fukiai High School）は、兵庫県神戸市中央区野崎通に所在する市立高等学校。
この項では、同じ校地で発足し1951年まで存続していた旧制中学校およびその後継校の歴史についても記述する。

## 概要
1949年（昭和24年）に、高校三原則に基づく総合制を実施する新制高等学校として神戸市葺合区に開校した。教育機関としての連続性はないものの、現在の校地にかつて存在した神戸市立神戸中学校（旧制）とその後継校の学籍を管理し、同窓会である筒台会も引き継ぎ現在に至っている。

## 設置学科
全日制課程
- 普通科
- 国際科

## 沿革

### 神戸市立神戸中学校（旧制）～神戸市立神戸夢野台高等学校
- 1939年（昭和14年）
  - 2月28日 - 文部大臣より設置が認可され、葺合区（現・中央区）野崎通に設置される。
  - 4月1日 - 神戸市立神戸中学校（旧制）が開校。
    - 入学資格を尋常小学校卒業程度の12歳以上、修業年限を5年とする。
    - 兵庫県立第一神戸中学校の神中（じんちゅう）と区別するために「戸中」（べーちゅう）と通称される。
- 1943年（昭和18年）
  - 4月1日
    - 神戸市立第二中学校（夜間部）発足により、神戸市立第一中学校（旧制）に改称。
    - 中等学校令の施行により、この時の入学生から修業年限が4年となる。
- 1945年（昭和20年）
  - 3月 - 修業年限4年施行の前倒しにより、1940年（昭和15年）に入学した5年生と1941年（昭和16年）に入学した4年生の合同卒業式を挙行。
  - 4月1日 - 授業を停止。ただし学徒勤労動員は継続。
  - 6月5日 - 神戸大空襲により校舎全焼。
  - 8月15日 - 終戦。
  - 9月1日 - 同区内の神戸市立雲中国民学校（現・神戸市立雲中小学校）敷地内にて授業を再開。
- 1946年（昭和21年）
  - 4月1日 - 修業年限が5年に戻る（4年で卒業することもできた）。
  - 9月1日 - 神戸市兵庫区松原通の道場国民学校敷地内に移転。
- 1947年（昭和22年）4月1日 - 学制改革（六・三制の実施）が行われる。
  - 旧制中学校の生徒募集を停止（1年生不在）。
  - 新制中学校を併設し（名称:神戸市立神戸中学校併設中学校、以下・併設中学校）、旧制中学校1・2年修了者を新制中学校2・3年生として収容。
  - 併設中学校は経過措置としてあくまで暫定的に設置されたため、新たに生徒募集は行われず、在校生が2・3年生のみの中学校であった。
  - 旧制中学校3・4年修了者はそのまま旧制中学校に在籍し、その4・5年生となった（4年で卒業することもできた）。
- 1948年（昭和23年）
  - 4月1日 - 学制改革（6・3・3制の実施）により旧制中学校が廃止され神戸市立神戸高等学校（男子校）と改称。修業年限を3年とする。
    - 旧制中学卒業者（5年修了者）を新制高校3年生、旧制中学4年修了者を新制高校2年生、併設中学校卒業者（3年修了者）を新制高校1年生として収容。
    - 併設中学校は新制高校に継承され（神戸市立神戸高等学校併設中学校）、在校生が1946年（昭和21年）に旧制中学校へ最後に入学した3年生のみとなる。

  - 5月25日 - 兵庫県立第二神戸女子高等学校の敷地内に移転し、併設の形をとる。
  - 9月1日 – 併設の兵庫県立第二神戸女子高等学校が兵庫県立夢野台高等学校に改称され、神戸市立神戸高等学校と男女共学を開始。
- 1949年（昭和24年）
  - 3月31日 - 併設中学校を廃止。旧制中学校4・5年から新制高等学校（全日制）3年への修業年限の移行が完了する。
  - 3月 - 神戸市立神戸高等学校第1回生卒業。
  - 4月 - 小学区制の実施により、夢野台高等学校との間で生徒の振り分けが混乱する。
  - 9月 - 新入生全員を夢野台高等学校に編入、神戸市立神戸高等学校は1年生不在となる。
- 1950年（昭和25年）
  - 4月 - 新入生徒の募集は行わず、神戸市立神戸高等学校は3年生のみとなる。
  - 7月1日 - 兵庫県立夢野台高等学校と神戸市立神戸高等学校が統合され、兵庫県立神戸市立神戸夢野台高等学校と改称。県側は兵庫県立神戸夢野台高等学校と称し、市側は神戸市立神戸夢野台高等学校と称した。
- 1951年（昭和26年）3月 - 市立側に在籍する生徒が全員卒業し、神戸市立神戸夢野台高等学校は自然消滅となる。

### 神戸市立葺合高等学校
- 1949年（昭和24年）4月 - 高校三原則の理念に基づき、神戸市立灘商業高等学校に普通科を新設して雲中小学校校地内に開校。 直江寧一初代校長着任。
- 1951年（昭和26年）
  - 4月 - 商業科が分離し神戸市立神戸商業高等学校として独立。普通科は神戸市立葺合高等学校として単独校となり、昭和20年6月の神戸大空襲で校舎を焼失した神戸市立第一中学校（旧制）跡地に移転。
  - 7月 - 生徒募集停止により消滅した神戸市立神戸中学校（旧制）、神戸市立第一中学校（旧制）、神戸市立神戸高等学校、神戸市立神戸夢野台高等学校の後継校として、学籍簿及び同窓会を継承することになる。
  - 9月 - 校歌を制定。
- 1962年（昭和37年）5月2日 - シアトル市 Ingraham High School と姉妹校提携を結ぶ[1]。
- 1964年（昭和39年）9月8日 - 神戸市灘区の六甲山に「六甲山学舎」を開設。
- 1982年（昭和57年）3月19日 - シアトル市 Nathan Hale High School と姉妹校提携を結ぶ。
- 1986年（昭和61年）4月1日 - 英語科を設置。
- 2001年（平成13年）4月1日 - 英語科の募集を停止し国際科を新設。
- 2003年（平成15年）6月1日 - スウェーデン Fenix kunskapscentrum（フェニックス高校）と姉妹校提携を結ぶ。
- 2005年（平成17年）4月1日 - 文部科学省よりスーパーイングリッシュランゲージハイスクール（SELHi）に指定。
- 2007年（平成18年）ユネスコスクール加盟
- 2008年（平成20年）5月23日 - 台湾の国立台中第一高級中学と姉妹校提携を結ぶ。
- 2009年（平成21年）3月18日 - スコットランド Grove Academy と姉妹校提携を結ぶ[2]。
- 2009年（平成21年）11月9日 - 米国ワシントン州ベルヴュー市 Sammamish High School と姉妹校提携を結ぶ[3]。
- 2011年（平成23年）2月15日 - 校舎の老朽化対策と耐震化を理由に、現在地で全面建て替え工事を矢田市長が定例会見で発表[4]。
  - 2012年度に着工、2014年度に完成予定。校舎は普通教室などが入る6階建ての南棟をはじめ、体育館棟、多目的棟、国際交流棟の4棟となる見通し[5]。また、同時に近隣の上筒井小学校、筒井台中学校を小中一貫校として整備し、葺合高校と3校でグラウンドを共有する予定。
- 2014年（平成26年）3月28日 - 文部科学省よりスーパーグローバルハイスクール（SGH）に指定[6][7]。
- 2019年（令和元年）5月16日 - 文部科学省よりワールドワイドラーニング（WWL）コンソーシアム構築支援事業で全国10拠点校のうちの1校として指定。[8][9]

## 校風
教育方針として、「自主の人たれ・創造の人たれ・世界の人たれ」を掲げている。
国際科の併設でディベートディスカッション、エッセイライティング、グローバススタディーズ、アジア地域研究、第二外国語（スペイン語、中国語）などの科目が設置されている。
学生運動の成果として1970年代は私服校であったが、1980年の入学生から制服が復活した。現在はスカートの長さやセーターの指定、ピアスや髪染め、派手な髪留めは禁止と細かい決まりが多い。
校歌は、作詞:荒木良雄、作曲:永井幸次。ヘ長調。詞は七五調の文語体で、「葺合」の校名は詞中に登場しない。

## 部活動
運動部
- 野球部
- 陸上競技部
- バスケットボール部
- サッカー部
- 剣道部
- 柔道部
- なぎなた部
- 卓球部 - 2021年 全国高等学校選抜卓球大会シングルス出場
- ソフトテニス部
- バレーボール部
- 水泳部
- 女子ハンドボール部
- 硬式テニス部
- 少林寺拳法部 - 2010年 第37回全国高等学校少林寺拳法選抜大会全国大会出場。
- 野外活動部
- ダンス部 - 2020年 第13回日本高校ダンス部選手権全国大会ビッグ部門エースコックスーパーカップ特別賞

文化部
- 吹奏楽部 - 第11回全国高等学校総合文化祭吹奏楽部門に兵庫県代表として出場。
- 文芸部
- ESS部
- Global Studies Society
- 美術部
- コーラス部 - 第34回全国高等学校総合文化祭合唱部門に兵庫県代表として出場。
- 写真部
- 茶道部
- 書道部

同好会
- 国際交流研究会
- すぎな会

特別委員会その他
- 放送特別委員会
- 応援団（新入生歓迎会のときのみ結成される。）

## 著名な出身者
旧制市立第一中学校
- 野坂昭如（小説家、作詞家、歌手、元参議院議員）
- 三木谷良一（経済学者、神戸大学名誉教授、楽天グループ創業者三木谷浩史の父）

葺合高等学校
- 井口俊英（大和銀行（現・りそな銀行）ニューヨーク支店元行員、トレーダー、小説家）
- 中野園子（フィギュアスケートコーチ）
- 小曽根真（ジャズピアニスト）
- 小浜裕一（2024年1月よりオリックス・バファローズ球団本部長、元阪急ブレーブス投手）
- 加藤寛 (サッカー指導者)
- 佐藤和輝（中京テレビアナウンサー）
- 西岡研介（ジャーナリスト）
- 西瀧順二（テレビ番組プロデューサー）
- 三浦拓也（DEPAPEPE）
- 牧田衞活（びわ湖放送アナウンサー）
- 道永宏 （アーチェリー選手、モントリオールオリンピック銀メダル）
- 浅黄斑（小説家）
- 松本千都子（1964年（昭和39年）ミス・ユニバース日本代表）
- 吉武優（英語講師、シンガーソングライター)